# Division de Shaheed Benazirabad
La division de Shaheed Benazirabad (en ourdou : شہید بینظیر آباد ڈویژن) est une subdivision administrative de la province du Sind au Pakistan. Elle compte environ 5,3 millions d'habitants en 2017, et sa capitale est Nawabshah.
Alors que les divisions pakistanaises du Sind ont été abrogées en 2000 puis rétablies en 2011 par le gouvernement provincial, la division de Shaheed Benazirabad a été créée en 2014 en divisant la division de Sukkur et de Mirpur Khas.
La division regroupe les districts suivant :
- district de Naushahro Feroze
- district de Shaheed Benazirabad
- district de Sanghar